# Ред на чертите в йероглифи
Редът на чертите (наричан още черторѐд) е последователността, в която чертите на даден китайски йероглиф (или йероглиф от писменост, производна на китайската) се изписват. "Черта" е движение на инструмент за писане върху дадена основа за писане. Китайските логограми се използват в различните си варианти на китайски, японски и корейски. Познати са като хандзъ на мандарин (на традиционен китайски: 漢字; на опростен китайски: 汉字), канджи (на японски: かんじ), и ханджа (на корейски: 한자).

## Основни принципи
Китайските йероглифи са всъщност логограми, изградени от т.нар. "черти". В продължение на хилядолетия са се оформили общоприети и обичайни правила за изписване на йероглифите. Между различни държави съществуват малки различия в нормите, но основните принципи остават едни и същи, например че писането на йероглифи трябва да бъде икономично, като се извършват колкото се може по-малко движения на ръката за изписване на колкото се може повече черти. Това подобрява скоростта на писане, точността и четимостта. Тази идея е особено важна, тъй като с напредъка на учащите даден език, йероглифите стават все по-сложни. Тъй като редът на чертите също подпомага ученето и запомнянето, той се преподава на учениците от много ранна възраст и те са подтиквани да го следват. 
Осемте принципа на Йонг (на китайски: 永字八法 пинин: yǒngzì bā fǎ; на японски: eiji happō; на корейски: на корейски: 영자팔법, yeongjapalbeop, yŏngjap'albŏp) използва йероглифа 永 със значение на "вечност", за да обясни осемте най-често срещани черти в обикновения стил на писане.

## Ред на чертите по стил

### Древен Китай
В Древен Китай, йероглифите дзягууън, издълбавани върху волски лопатъчни кости и костенуркови коруби не изглежда да са имали ред на чертите. Йероглифите се отличават с доста различна форма от кост на кост или дори върху една и съща кост.  По време на гадаене, след като били направени пропукванията, йероглифите били изписвани с четка върху корубата или костта (за да бъдат по-късно издълбани от майстори). Макар че редът на чертите при изписване с четка не е забележим след издълбаване, съществуват доказателства, че той не е бил напълно произволен: малък брой йероглифи, често странични административни означения, отбелязващи произхода на корубите или костите, не били по-късно издълбавани и техният ред на чертите като цяло прилича на традиционния и на съвременния. За повечето йероглифи (огромното мнозинство), които били по-късно гравирани върху твърдата повърхност с нож, може би от отделен човек, съществуват доказателства (от частично гравирани повърхности), че поне в някои случаи чертите с дадена посока били издълбавани, след това повърхността била обръщана и чертите с обратната посока били издълбавани.

### Имперски Китай
В ранния имперски период, основният стил на писане бил сяоджуан. Около 220 г. пр. Хр., император Цин Шъхуан, първият обединител на Китай след Периода на воюващите държави, наложил униформизирането на йероглифите от Ли Си, набор от 3300 стандартизирани логограми в стил сяоджуан. Очертанията им по стари стели—някои от 200 г. пр. Хр.—намекват за реда на чертите по това време. Въпреки това, той все още не би могъл да бъде категорично определен чрез стелите, а текстове на хартия от периода липсват.
Истинското начало на реда на чертите било поставено чрез стила лишу (чиновнически стил), който бил по-стандартизиран и притежавал много прилики със съвременната форма на йероглифите. На теория, като разгледаме очертанията на лишу върху стели и разположението на всяка черта, можем да забележим приоритет на определени черти, който намеква за реда, използван от калиграфите или каменоделците.
Стилът кайшу (обикновеният стил)—в употреба и днес—е по-стандартизиран, позволявайки изследователите по-лесно да откриват реда на чертите, използван при писане върху стелите. Редът на чертите преди 1000 години бил подобен на този към края на Имперски Китай. Например редът на чертите при 广 е ясен в речника на Канси от 1716 г.; но в една съвременна книга, същият този ред не би бил ясен от пръв поглед. Формите на йероглифите и чертите при Канси и в съвремието имат съвсем малки разлики, а настоящият ред на чертите е като цяло същият, какъвто е бил и по стария стил. Въпреки това, редът на чертите според речника на Канси невинаги съвпада със съвременната норма.

### Курсивни и ръкописни стилове
Курсивните стилове, като например синшу (полукурсивно или "бягащо" писмо) и цаошу (курсивно или "тревно" писмо) показват реда на чертите по-ясно, отколкото го прави обикновеният стил, понеже е видимо всяко движение на инструмента за писане.

## Ред на чертите по държава
Съвременните правителства на континентален Китай, Хонг Конг, Тайван и Япония са създали стандартизирани официални последователности на чертите, които се преподават в училищата. Тези норми са изрично посочени заедно със стандартните йероглифи. Различните официални последователности за писане са "съгласни" за огромна част от йероглифите, но всяка има своите особености. Никоя от тях обаче не съвпада напълно с традиционните конвенции. Различията между правителствените стандарти и традиционните норми произтичат от желанието да бъдат подпомогнати учениците, които ще бъдат силно затруднени, ако правилата са твърде подробни или имат прекалено много изключения. Списъкът с различията, дадени по-долу, не е изчерпателен.
- Традиционен ред на чертите: Широко използван в имперски Китай, в момента е във второстепенна употреба в китайската културна сфера спрямо официалните стандарти. Практикува се главно от вещи учени-калиграфи.  Още се нарича "калиграфски" ред на чертите. Тези норми са установени след изучаване на ръкописи от предрепубликански Китай, особено такива с автори бележити калиграфи.  Те са най-консервативни по отношение на етимологията, образуването на йероглифи, развитието на логограмите и традицията. Много йероглифи имат повече от една правилна форма на изписване с оглед на реда на чертите. Освен това, редът на чертите може да варира между различните писмени стилове. За разлика от другите стандарти, този не е правителствен.
- Японски: Следва се главно в съвременна Япония. Стандартният набор от йероглифи на японското образователно министерство е т.нар. джоойоо канджи, който съдържа много логограми, променени по форма през 1946 г. Министерството позволява на редакторите свободно да определят реда на чертите за даден йероглиф, но като "следват разумни правила, широко приети в обществото"Шаблон:Cite quote. Този стандарт се отклонява от традиционния по това, че двете страни на ключа със значение "трева" са съединени (на японски: 艹) и той се пише с три черти. Освен това е повлиян от полукурсивното писмо, което е довело до това някои вертикални черти да предхождат пресичащите ги хоризонтални такива, ако вертикалната черта не преминава през най-долната хоризонтална, както в "隹" и "生". При йероглифа "必" се изписва първо горната "точка", докато според традиционните правила би следвало да се започне с "丿".
- Тайвански

(Li & al. 1995):
Съблюдава се основно в съвременен Тайван. Официалният набор йероглифи на Министерството на образованието на Република Китай е Стандартни форми на националните йероглифи. Тази норма се различава от традиционната по това, че "точката" горе вдясно на компонента "戈" се изписва на предпоследно място. Вертикалната черта в "忄" се пише на второ място. Йероглифът "成 " се започва от хоризонталната. Освен това, при компонента 𠂇, използван например в "左" и "右", винаги се изписва първо хоризонталната линия, докато традиционният ред на чертите различава последователността на изписване на "𠂇" според етимологията и строежа на даден йероглиф.
- Континентален китайски: Следван е основно в съвременна КНР. През 1956 г. правителството на народната република въвело много новосъздадени йероглифи, наречени опростени китайски логограми, които образуват част от набора йероглифи на Министерството на образованието на Народна република Китай или т.нар. Xiàndài Hànyǔ Chángyòng Zìbiǎo. Това, съответно, довело до промяна на реда на чертите за много йероглифи.  Освен при тях, този стандарт се различава от традиционния и при йероглифи с ключа "трева" (на опростен китайски: 艹), като съединява двете страни, подобно на японския. Освен това, хоризонталната черта на компонента 𠂇 се изписва първа във всички случаи. Йероглифът "乃" завършва с "丿". Логограмата "成" започва с хоризонталната линия. През 1997 г. Министерството на образованието на Народна република Китай публикувало официалния стандартен ред на чертите при често използваните йероглифи.
- Хонгконгски: Използва се главно в днешен Хонг Конг. Стандартният набор от йероглифи на хонгконгското Образователно бюро е Списък с формите на често използваните йероглифи. Според този стандарт, 艹 се изписва в реда "вертикална–хоризонтална–вертикална–хоризонтална" черта, вместо традиционното "вертикална–хоризонтална–хоризонтална–вертикална". Йероглифът "成" започва с хоризонталната линия.

| Различни последователности на чертите за 必. |                         |         |                        |
| Традиционна                                  | Тайванска и хонгконгска | Японска | Континентална китайска |

## Алтернативни последователности на чертите
Освен общите грешки и регионалните различия в реда на чертите, често срещано е в КНР да се прилагат алтернативни последователности на чертите, които приличат на тези от същата държава за традиционните йероглифи, макар че по принцип в страната се използват опростени логограми. Например традиционният йероглиф "門" (на опростен китайски: 门) може да се изпише както с традиционния ред на чертите (отляво, като се започва с лявата вертикална черта) като в имперски Китай, Тайван, Япония и Хонг Конг, така и с реда на чертите за опростения йероглиф (отдясно, като лявата вертикална черта е четвърта по ред).

## Общи насоки
Забележка: Съществуват изключения в и между различни стандарти. Посоченото по-долу са само напътствия.
1. Пишете от горе надолу и от ляво надясно.
Като общо правило чертите се изписват от горе надолу и от ляво надясно. Например измежду първите научени йероглифи обикновено е този за числото 1, което се изписва с единична хоризонтална линия (一). Той е съставен от една черта, изписана от ляво надясно.
Знакът за "2" има две черти (ニ). В такъв случай, и двете се изписват от ляво надясно, но горната е първа. Йероглифът за "3" има три черти (三) Всяка от тях се изписва от ляво надясно, като се започва с най-горната.
Това правило също важи и за реда на компонентите. Например "校" може да бъде разделен на две части. Цялата лява страна (木) се изписва преди дясната (交). Има обаче някои изключения от правилото, главно случващи се, когато дясната страна има долна затваряща част (вж. по-долу).
Когато има горни и долни компоненти, първо се изписват горните, както е при "品" и "星".
2. Пишете хоризонталните черти преди вертикалните.
Когато се пресичат хоризонтални и вертикални черти, обикновено първо се изписват хоризонталните, както е в йероглифа за "10" (十),  който е съставен от две черти. Хоризонталната черта (一), се изписва преди вертикалната, за да се получи "十". 
Подобен е случаят, когато хоризонтална черта е пресечена от диагонална, изписана от дясно наляво (丿). Тогава хоризонталната линия се изписва първо, например първата черта на "大" е "一", следвана от "丿".
По японския стандарт, вертикална черта може да предхожда много пресичащи се с нея хоризонтални такива, ако тя не преминава през най-долната хоризонтална черта.
3. Пишете чертите, обхващащи целия йероглиф, най-накрая. 
Вертикални черти, които преминават през много други черти, се изписват след тях, както е в "聿" и "弗".
Хоризонтални черти, минаващи през много други черти, се изписват последни, както е в "毋" и "舟".
4. Пишете диагонални черти от дясно наляво преди такива от ляво надясно.
Диагонални черти от дясно наляво (丿) се пишат преди такива от ляво надясно (乀), както е в "文".
Забележете, че това важи за симетрични диагонали; за асиметрични такива, както в "戈", диагоналът от ляво надясно може да предхожда този в противоположната посока на основата на други правила.
5. Пишете средната част преди външната при вертикално симетрични йероглифи.
Във вертикално симетрични логограми средните компоненти се пишат преди компонентите в лявата или дясната страна. Компонентите отляво се пишат преди тези отдясно, както е в "兜" и "承".
6. Пишете обхващащите части преди компонентите вътре в тях.
Външните ограждащи компоненти се пишат преди вътрешните елементи; долните черти на обхващащите части се пишат накрая, ако има такива, както е в "日" и "口". (Често срещан начин за запомнянето на това правило е "Първо вкарайте хората вътре, след това затворете вратата").Ограждащите елементи може и да нямат долна черта, както е в "同" "月".
Пишете левите вертикални черти преди обхващащите части.
Левите вертикални черти се изписват преди затварящите. В следните два примера, най-лявата вертикална черта (|) е изписана първо и е следвана от най-горната и най-дясната линия (┐) (които са изписани като една черта): "日" и "口".
8. Пишете долните обхващащи черти накрая.
Долните затварящи компоненти обикновено се изписват последно: "道", "建",  "凶".
9. Пишете "точките" и малките черти накрая.
Малките черти обикновено се пишат последно, както е случаят с дребната "точка" в следните примери: "玉", "求", "朮".
10. Пишете вертикалните черти преди диагоналните от долу и от ляво надясно 软，特.
Вертикалните черти се пишат преди пресичащите ги диагонални от долу и от ляво надясно (㇀, ti), както е в: 软, 特, 打.

## Представяния
Има различни начини да се опише редът на чертите за даден йероглиф. Децата го изучават в курсове, които са част от часовете по писане. Има различни възможни графични представяния, най-вече последователни изображения на йероглифа с една добавена черта (или с промяна на цвета) всеки път, преброяване на чертите, цветово кодиране, хоризонтално придвижване на чертите от ляво надясно и, напоследък, анимации. Редът на чертите често е описван от човек на човек, като единият записва йероглиф на хартия или във въздуха.